# Supershallo
Supershallo è il quinto mixtape del rapper italiano Jesto, pubblicato il 6 maggio 2013.
Il mixtape è stato promosso dal videoclip dei brani Supershallo, È colpa vostra!, Filosofia di vita e CrazyBoy.

## Tracce
1. CrazyBoy – 2:39
2. È colpa vostra! – 3:40
3. Cuore in gola – 3:19
4. Supershallo – 3:06
5. La murda che ho visto – 3:30
6. Accannone – 2:52
7. Oggi no (non mi faccio stressare) – 3:01
8. Filosofia di vita – 2:54
9. T.H.C.C.D.A. – 3:32
10. Questa bionda – 3:15
11. Ufo – 3:11
12. Amici – 3:18
13. Sticazzi – 2:59
14. Senza un dopodomani – 2:46
15. Ballo sotto la pioggia – 4:16
16. Mi sparerai alle spalle – 3:34
17. La murda più pazza – 3:38
18. Ill Mind of Jesto – 4:51